# Roland Kunz

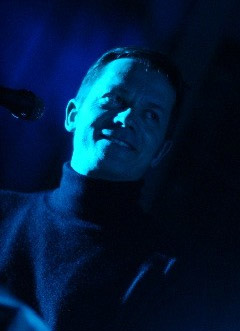
Roland Kunz, Countertenor

Roland Kunz (* 18. September 1960 in Saarlouis) ist ein deutscher Sänger (Countertenor), Musiker, Komponist und Radiomoderator. Er war Gründer, Keyboarder und Kopf der Musikgruppe Orlando und die Unerlösten. 2011 gründete er die Formation Orlando Circle.

## Leben
Roland Kunz studierte Musikwissenschaft, Kunstgeschichte und Literaturwissenschaft in Saarbrücken. Seit 1983 ist er als freier Mitarbeiter moderatorisch und programmgestalterisch für Kulturwellen der ARD, insbesondere des Saarländischen Rundfunks auf SR 2 KulturRadio tätig. 

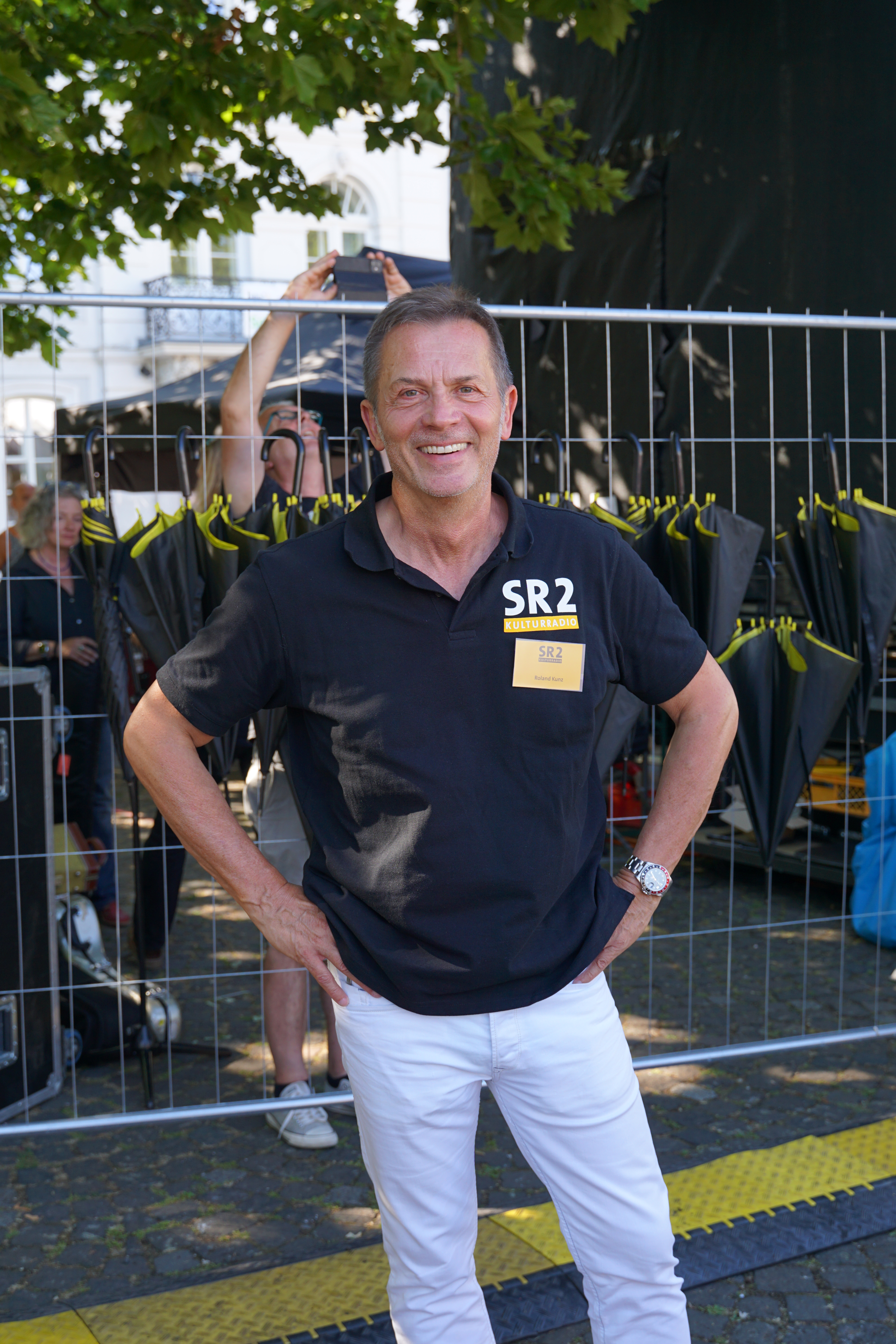
Roland Kunz, an der SR 2 KulturRadio-Bühne, Schlossplatz, Saarbrücken

Darüber hinaus absolvierte er ein Gesangsstudium bei Marius van Altena in Holland, bei Karl-Heinz Jarius in Frankfurt am Main und Meisterkurse unter anderem bei Jochen Kowalski, David Cordier und Paul Esswood. Mehrere Jahre war er im Collegium Vocale Gent unter Leitung von Philippe Herreweghe und im Balthasar-Neumann-Ensemble unter Thomas Hengelbrock tätig. Zusammenarbeit hatte er unter anderem mit Ton Koopman und Gustav Leonhardt.
1998 gründete Roland Kunz die Musikgruppe Orlando & die Unerlösten und versucht mit außergewöhnlichen Projekten, die Grenzen zwischen Klassik und Moderne zu überschreiten. Damit kreierte er einen Stil, den er selbst als Neue Vergangenheit („NewPast“) bezeichnet, ein Synonym für die Verbindung der barocken Countertenorstimme mit Elementen aus Pop, Jazz und weiteren Stilen. Unter anderem in der Zusammenarbeit mit Countertenor Andreas Scholl entstanden sinfonisch arrangierte Countertenor-Duette und eine „Lichtsinfonie“ in Aufführungen mit dem Münchner Rundfunkorchester, dem Rundfunk-Sinfonieorchester Saarbrücken, den Nürnberger Symphonikern und der Deutschen Radio Philharmonie Saarbrücken Kaiserslautern. 2005 vertonte er Jonction III, eines der wichtigsten Gemälde des Quadriga-Malers Karl Otto Götz. Für 2010 erhielt Kunz vom Studio Franken des Bayerischen Rundfunks den Kompositionsauftrag zu dem abendfüllenden Oratorium Der Seele Ruh für Solisten, Chor, Orchester und Band.
Roland Kunz erhielt 1995 den Kulturpreis des Landkreises Saarlouis und 2011 den Kulturpreis der Stadt Saarlouis. Ebenfalls 2011 wurde er für den Prix Europa, den wichtigsten europäischen Radiopreis, nominiert. Seit 30 Jahren engagiert sich der Musiker und Radiomoderator in zahlreichen Projekten, um Jugendlichen klassische Musik zu vermitteln. In großen Orchesterkonzerten unter dem Titel Musik für Junge Ohren analysiert und erklärt er klassische Partituren.

## Diskografie

### Alben
- 1995: Give Beauty
- 1999: Book One
- 2000: Papa Giovanni II
- 2001: Book Two
- 2003: Book Three (Blue Woman)
- 2004: Book Four (Ice Tales)
- 2006: Book Five (Nightspace)
- 2007: Madonna Mystica
- 2007: Scholl goes Pop mit Orlando und den Nürnberger Symphonikern
- 2008: Gruselgeschichten nicht nur für Kinder
- 2008: Book Six – Lieder aus dem Brennen der Nacht
- 2010: Der Seele Ruh, Oratorium nach Worten von Meister Eckhart
- 2011: Orlando Circle People of the Skies (Book 7)
- 2022: ORLANDO & die Unerlösten Gates wide open (Book 8)

### Singles
- 2006: Inner Ocean
- 2007: Lacrymosa

### DVDs
- 2005: Jonction III – Malerei Hören – Musik Sehen
- 2006: Lichtsinfonie II
- 2008: Benjamin Britten – Young Person's Guide to the Orchestra (mit DRP)